# Ramlai csata (1105)
A harmadik ramlai csata a keresztes Jeruzsálemi Királyság és a fátimida Egyiptom–búrida Damaszkusz szövetség között 1105. augusztus 27-én, a mai Izraelben található Ramla városának közelében megvívott ütközet, mely a keresztesek győzelmével ért véget. A csatára az első keresztes hadjárat utáni egyiptomi választámadások keretében, azok utolsó jelentős megmozdulásaként került sor. A jeruzsálemi hadsereg főparancsnoka I.  Balduin jeruzsálemi király, az egyiptomiaké Szamá al-Mulk, a velük szövetséges damaszkusziaké pedig Szabáva volt.

## Előzményei
Az első keresztes hadjáratban a keresztesek jelentős palesztinai területeket foglaltak el a Fátimida Kalifátustól. Az elvesztett vidékek visszaszerzésére al-Afdal Sáhansáh egyiptomi vezír többször indított hadjáratokat, de ezek rendre kudarccal végződtek: az 1099-es aszkaloni és az 1101-es első ramlai csatában a szaracénok túlerejük dacára szenvedtek vereséget, a második ramlai összecsapásban pedig diadalmaskodtak ugyan, de nem tudtak élni a győzelem adta lehetőséggel, és I. Balduin jeruzsálemi király hamar csapást mért rájuk Jaffa alatt. A fátimidák taktikai hátrányban voltak a frankokkal szemben: rendszerint képtelenek voltak állni a lovagság rohamát, saját lovasaik pedig nem tudták elég gyorsan szétverni a frank gyalogságot a szárnyakon. Ebből okulva a vezír szövetségeseket keresett a damaszkuszi törökök között, mert a törökök lovasíjászaitól a keresztes seregek szárnyainak gyors letámadását lehetett remélni. 1102-ben Damaszkusz visszautasította a Fátimidák zsoldosok iránti kérését, de 1105-re megváltozott a helyzet. A nemrégiben elhunyt damaszkuszi uralkodó egykori katonája, Tugtakín damaszkuszi atabég trónöröklési viszályba bonyolódott halott ura féltestvérével, Irtás damaszkuszi emírrel, aki előbb elmenekült országából, majd I. Balduin jeruzsálemi királyhoz fordult segítségért. Ilyen körülmények között Tugtakín atabégnek kapóra jött az egyiptomiak szövetséges ajánlata, és bár Boszra ostroma miatt nagyobb haderőt nem tudott nélkülözni, de Szabáva nevű vezére irányítása alatt 1300, utóbb a csatában a szaracénok oldaláról a legeredményesebbnek bizonyuló lovasíjászt bocsátott az egyiptomiak rendelkezésére.
Az egyiptomiak 1105 júniusában–júliusában hívták össze a sereget, mely augusztusra gyűlt össze Aszkalon alatt. Ibn al-Aszír arab krónikás 5000, Ibn al-Kaláníszi 10 000 fős reguláris lovasságról és gyalogságról ad számot, ezt egészítették ki az irreguláris csapatok – úgymint a beduinok –, valamint az Ibn al-Aszír szerint 1300, Foucher de Chartres szerint 1000 fős damaszkuszi lovasság. A keresztény források „etiópoknak” nevezik a gyalogságot, ez arra utal, hogy a fátimidák főként sötét bőrű katonákat toboroztak. Figyelembe véve a török és az irreguláris kiegészítő csapatokat, a nyugati krónikákban szereplő 15 000 fős becslés a szaracén haderőre nem járhatott messze a valós létszámtól. A fátimida parancsnok a vezír fia, Szamá al-Mulk Huszajn volt, aki vélhetően azonos a második ramlai csata egyiptomi tábornokával, Saraf al-Maálíval. Számos emír is a sereggel tartott, többek között Dzsamál al-Mulk aszkaloni kormányzó.
Az egyiptomi sereg bevonult Palesztinába; a damaszkusziak átkeltek Transzjordánián és a Negev-sivatagon, majd csatlakoztak a fátimida hadhoz. Az egyiptomi flotta a tengeren támogatta a szárazföldi erőket azzal, hogy belefogott Jaffa kikötővárosának blokád alá vételébe. Felismerve, hogy ez egy teljes körű hadjárat előzménye, I. Balduin jeruzsálemi király Jaffába rendelte a keresztes hadakat. Foucher de Chartres, a jeruzsálemi király káplánja és krónikása, aki az események idejében Jeruzsálemben tartózkodott, körülbelül ötszáz lovagról, ismeretlen számú egyéb lovaskatonáról és kétezernél kevesebb gyalogosról ír. Ezt egészítette ki az Evremar jeruzsálemi pátriárka által toborzott százötven fő. Aacheni Albert – pontatlanul – hatezres összlétszámot közöl krónikájában a kereszteseket illetően; Türoszi Vilmos a Foucher de Chartres-nál szereplő adatokat ismétli annyi különbséggel, hogy nála a pátriárka emberei is beletartoznak ebbe a létszámba. Michelsbergi Frutolf krónikájának 1106-os folytatása mindent összevetve négyezer főről tud. Ibn al-Aszír némileg több, ezerháromszáz lovas és nyolcezer gyalogos katonáról tudósít. A damaszkuszi Irtás herceg révén a keresztesek oldalán küzdött néhány török lovasíjász, de számuk kevesebb volt, mint a fátimidákhoz csatlakozóké. Jaffa védelméért a második ramlai csatát túlélő Cambrai Lithard felelt háromszáz fegyveressel.

## A csata
Az ellenség közeledtének hírére I. Balduin jeruzsálemi király a ramlai síkságon sorakoztatta fel csapatait. Augusztus 25-én, pénteken kivonult Jaffából Ramlába, ott várta be a pátriárkával Jeruzsálemből másnap érkező egységet. A fátimida had ezalatt Aszkalont elhagyva Ramlától pár mérföldre, Ibelinnél táborozott le. I. Balduin tudatosan késleltette az összecsapást azért, hogy a csatára vasárnap, az Úr napján kerüljön sör, ezzel növelve a keresztények morálját.
Az egyiptomi haditerv a csata során fogságba esett fátimida tisztek Foucher de Chartres által közölt beszámolói alapján az lehetett, hogy a haderő csekélyebb részével lekötik a keresztes fősereget Ramlánál, mialatt a fősereg Jaffa alá érve, a várost blokád alá vevő flotta segítségével egyrészt elvágja a keresztesek utánpótlásának útját, másrészt ostrom alá veszi a települést. A jeruzsálemiek kezdeményezése azonban keresztülhúzta ezeket a számításokat. Türoszi Vilmos krónikájának leírása annyiban tér el ettől, hogy eszerint a fátimida haderő már Aszkalon előtt, Asdódnál kettévált Ramla, illetve Jaffa megtámadására; ám miután a ramlai hadtest szembetalálta magát a keresztesekkel, a jaffait erősítésként visszahívták magukhoz.
Augusztus 27-én, vasárnap hajnalban a jeruzsálemi pátriárka a Szent Kereszttel a kezében megáldotta a kereszteseket, akik ezután az egyiptomi tábor felé meneteltek. A támadásindításról kémeiktől értesülvén az egyiptomiak az ellenség elébe vonultak, így a két fél nagyjából Ibelin és Ramla között félúton találkozott.
A jeruzsálemiek öt hadtestre osztva, lovagokból és gyalogosokból vegyesen álló szakaszokban támadtak a muszlimokra. Akárcsak az első ramlai csatában, a jeruzsálemi király ezúttal is a 160 lovaskatonát számláló tartalékos osztag parancsnoka volt. Az ütközet menetéből csak néhány mozzanat ismert bizonyosan. A keresztesek a Christus vincit, Christus regnat, Christus imperat imát harsogták csatakiáltásként. A korábbi, jól bevált taktikát alkalmazva az öt egység nem egyszerre, hanem egymás után rohanta le az ellenséget. A frank lovagok rohama súlyos veszteségeket okozott a szaracén gyalogságnak. A török lovasíjászok nemcsak nyilazták az ellenség oldalszárnyát, hanem közelharcba is bocsátkoztak vele. I. Balduin király a keresztes tartalékos lovassággal azonban hősiesen feltartóztatta és visszaszorította őket, így a törökök nem tudták megakadályozni a fátimida sereg magjának szétmorzsolását. R. C. Smail történész I. Balduin királynak tulajdonítja a frankok győzelmét: csatarekonstrukciója szerint az uralkodó szétkergette a keresztes hátvédet fenyegető törököket, ezután a harc sűrűjébe visszatérve ő vezette az egyiptomiakat elsöprő döntő rohamot. Estére a jeruzsálemiek győzelmet arattak: a damaszkusziak saját országukba menekültek, az egyiptomiak pedig Aszkalonba vonultak vissza. Szintúgy kereket oldottak a zsoldért felfogadott beduinok. A keresztesek kifosztották a muszlimok táborát, üldözésükre azonban nem vállalkoztak. Jaffába visszatérvén I. Balduin szétosztotta a zsákmányt a katonák között. Aacheni Albert krónikája szerint az összecsapás hajnalban vette kezdetét, és délelőtt 9 órára véget is ért.
Az egyiptomi flotta a szárazföldi csapatok vereségének hírére megindult hazafelé, anélkül, hogy harcba bocsátkozott volna. Foucher de Chartres és Aacheni Albert is számot ad arról, hogy a fátimida tengerészek elrettentésére I. Balduin behajíttatta a csatában elesett Dzsamál al-Mulk aszkaloni emír levágott fejét az egyiptomiak egyik hajójára. A flotta útközben viharba került, és néhány hajója keresztes partokra sodródott. Eme hajók legénységének tagjai vagy megfulladtak, vagy keresztény fogságba estek.
Aacheni Albert hétezer, Foucher de Chartres és Türoszi Vilmos négyezer megölt egyiptomi katonáról, és számtalan hátrahagyott hátasról – lovakról, tevékről, szamarakról – számol be. Ibn al-Aszír ezerkétszáz főre teszi a muszlimok veszteségét; súlyosbító körülmény, hogy az ütközet fontos embereiktől fosztotta meg a szaracénokat: Dzsamál al-Mulk aszkaloni helyőrségparancsnokot megölték, az arszúfi és Zahr al-Daula akkoni kormányzó pedig a fogságba kerültek között volt. Utóbbit húszezer aranyért, lovakért és egyéb értékekért váltották meg a rabságból. A fátimida hadtestek közül elsősorban az „etióp gyalogság” tizedelődött meg, a lovasok könnyebben el tudtak menekülni. A keresztesek emberveszteségét illetően a keresztény és az arab források nem egybevágóak: Foucher de Chartres, valamint az ő nyomán Türoszi Vilmos csupán hatvan halottról tudósít, Aacheni Albert hasonlóképpen százról, míg az egyiptomi és damaszkuszi krónikások a muszlimokéval megegyező ezerkétszázra becsülik a csatában elesett frankok számát.

## Következményei
A harmadik ramlai csata döntő vereség volt a fátimida Egyiptom számára. Ez zárta a palesztinai területek visszafoglalására tett egyiptomi próbálkozások sorát. Az elkövetkező két évtizedben egyiptomi csapatok ugyan többször törtek be és portyáztak jeruzsálemi földeken, de ezek a megmozdulások nem voltak a három ramlai csatát megelőző hadjáratokhoz hasonlóan megszervezettek, és lényegesen kevesebb haderőt is mozgósítottak. Steve Tibble történész kiemelte, hogy hiába állt minden az egyiptomiak rendelkezésére – a tengeri haderő a szárazföldi támogatására, hatékony török lovasíjászok, jól felszerelt reguláris hadsereg, ismerős terep –, ez nem volt képes kompenzálni stratégiai hátrányukat: a keresztesek elejét vették Jaffa megtámadásának, a csatatéren a lovagság rohamai lekötötték és szétverték az egyiptomi centrumot.
Az egyiptomi fenyegetés elhárulása lehetőséget teremtett a keresztesek számára, hogy folytassák a kikötővárosok megszerzéséért vívott küzdelmet. A keresztesek és az egyiptomiak következő jelentős összecsapására 1123-ban került csak sor az ibelini csatában.
I. Balduin király a csata után felhagyott Irtás damaszkuszi emír támogatásával; a muszlim herceg al-Rahba erődjébe vonult vissza, a jeruzsálemi király pedig három évvel később tíz évre szóló fegyverszünetet kötött Tugtakín damaszkuszi atabéggel. A hagyományosan szunnitaellenes, síita Fátimidák külpolitikájában jelentős fordulat volt, hogy szövetséget kötöttek a szunnita, szeldzsuk Damaszkusszal, és együtt fordultak szembe a közösnek tekintett ellenséggel, a keresztesekkel.